# Buryatia
Cộng hòa Buryatia (tiếng Nga: Респу́блика Буря́тия, chuyển tự: Respublika Buryatiya, IPA: [rʲɪsˈpublʲɪkə bʊˈrʲætʲɪjə]; tiếng Buryat: Буряад Улас (Buryaad Ulas), / bʊˈrʲɑːt ʊˈlɑs/, tiếng Mông Cổ: Буриад Улс, (Buriad Uls)) hay Cộng hòa Bố Lí Á Đặc (布里亞特共和國) là một chủ thể liên bang của Nga (một nước Cộng hòa), tọa lạc tại Siberia với thủ đô là Ulan-Ude. Diện tích nước này chừng 351,300 kilômét vuông (135,638 dặm vuông Anh) với dân số là 972.021 người (thống kê 2010).

## Lịch sử
Lãnh thổ của Buryatia đã được cai trị bởi người Hung Nô (209 TCN-93 SCN), Đế quốc Nhu Nhiên (330-555), Đế quốc Mông Cổ (1206-1368) và nhà Bắc Nguyên (1368-1691). Ngày nay, những người Mông Cổ Bố Lí Á Đặc cư trú trên lãnh thổ của Buryatia.
Khu vực của Buryatia ngày nay đã được thuộc địa đầu tiên vào thế kỷ 17 bởi người Nga để tìm kiếm sự giàu có, lông thú và vàng.
Năm 1923, Cộng hòa Xã hội chủ nghĩa Xô viết tự trị Buryat-Mông Cổ (tiếng Buryat: Буряадай Автономито Совет Социалис Республика, tiếng Nga: Бурятская Автономная Советская Социалистическая Республика) được thành lập. Năm 1958, tên "Mông Cổ" đã bị xóa khỏi tên của nước Cộng hòa. CHXHCNXV Buryat tuyên bố chủ quyền vào năm 1990 và lấy tên Cộng hòa Buryatia vào năm 1992. Tuy nhiên, nó vẫn là một nước Cộng hòa tự trị bên trong Nga. Vào ngày 11 tháng 7 năm 1995, Buryatia đã ký một thỏa thuận chia sẻ quyền lực với chính phủ liên bang, trao quyền tự chủ. Thỏa thuận này bị bãi bỏ vào ngày 15 tháng 2 năm 2002.

## Chính trị
Người đứng đầu nước Cộng hòa là Nguyên thủ (trước đây là Tổng thống), người được các cử tri của nước Cộng hòa bầu cho nhiệm kỳ bốn năm. Từ năm 2004 đến 2012, nguyên thủ Buryatia (cùng với tất cả những người đứng đầu các khu vực khác ở Nga) đã được Tổng thống Nga đề cử trực tiếp.
Từ năm 1991-2007, nguyên thủ là Leonid Vasilyevich Potapov, người được bầu vào ngày 1 tháng 7 năm 1994, được bầu lại vào năm 1998 (với 63,25% phiếu bầu), và sau đó được bầu lại vào ngày 23 tháng 6 năm 2002 (với hơn 67% phiếu bầu).
Người đứng đầu Cộng hòa hiện tại là Alexey Tsydenov, người được bầu bằng phiếu phổ thông vào ngày 10 tháng 9 năm 2017.
Quốc hội của Cộng hòa là Khural nhân dân, với nhiệm kỳ bốn năm. Nó có 66 đại biểu và hiện đang bị chi phối bởi Đảng cầm quyền đất nước, Nước Nga thống nhất, với 45 ghế. Tsyren-Dashi Dorzhiev là Chủ tịch Hội đồng Nhân dân kể từ tháng 8/2015.
Hiến pháp Cộng hòa được thông qua vào ngày 22 tháng 2 năm 1994.

## Địa lý

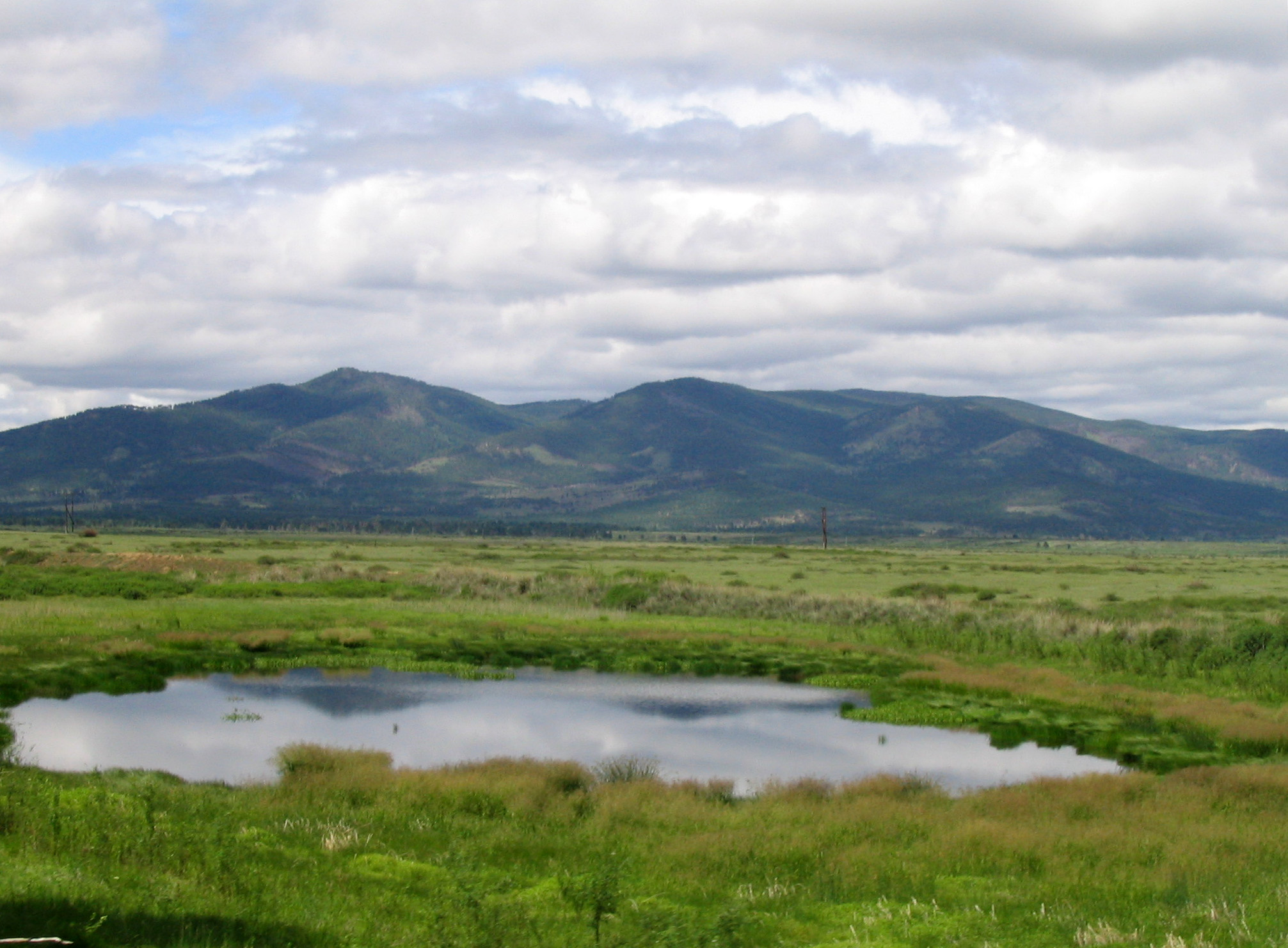
Vùng đồng quê Buryatia phía nam Ulan-Ude

Nước Cộng hòa này nằm ở miền trung-nam Siberia dọc theo bờ đông Hồ Baikal.
- Diện tích: 351.300 km²
- Biên giới:
  - Nội địa: Tỉnh Irkutsk (tây/tây bắc/bắc), Vùng Zabaykalsky (đông bắc/đông/đông nam/nam), Cộng hòa Tuva (tây)
  - Quốc tế: Mông Cổ (nam/đông nam) (giáp các tỉnh Khovsgol, Bulgan, Selenge)
  - Lãnh thủy: Hồ Baikal
- Điểm cao nhất: Núi Munku-Sardyk (3.491 m)

### Sông
Những sông lớn gồm:
- Sông Barguzin
- Sông Irkut
- Sông Kitoy
- Sông Oka
- Sông Selenga
- Sông Uda
- Sông Thượng Angara
- Sông Vitim

### Hồ

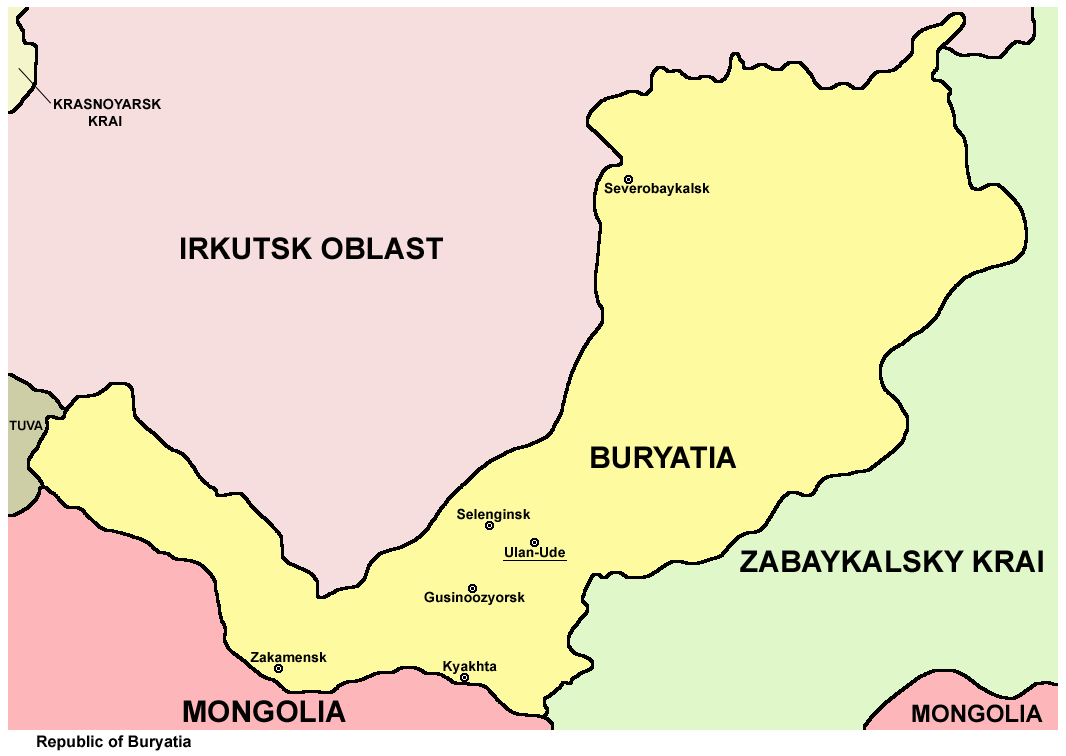
Bản đồ Buryatia

- Hồ Baikal - 60% bờ hồ thuộc Buryatia
- Hồ Gusinoye

### Núi
Hơn 80% lãnh thổ nước này là đồi núi, gồm dãy núi Baikal ở bờ bắc hồ Baikal.

### Tài nguyên thiên nhiên
Tài nguyên thiên nhiên gồm vàng, wolfram, kẽm, urani, vân vân...

### Khí hậu
- Nhiệt độ trung bình: −1,6 °C (29,1 °F)
- Nhiệt độ trung bình tháng một: −22 °C (−8 °F)
- Nhiệt độ trung bình tháng bảy: +18 °C (64 °F)
- Lượng mưa trung bình năm: 244 milimét (9,6 in)

## Hành chính

Hành chính Buryatia

- Ulan-Ude
- Severobaykalsk
- Barguzinsky
- Bauntovsky
- Bichursky
- Dzhidinsky
- Ivolginsky
- Kabansky
- Khorinsky
- Kizhinginsky
- Kurumkansky
- Kyakhtinsky
- Mukhorshibirsky
- Muysky
- Okinsky
- Pribaykalsky
- Selenginsky
- Severo-Baykalsky
- Tarbagataysky
- Tunkinsky
- Yeravninsky
- Zaigrayevsky
- Zakamensky

## Kinh tế
Nền kinh tế của nước Cộng hòa bao gồm các sản phẩm nông nghiệp và thương mại bao gồm lúa mì, rau, khoai tây, gỗ, da, than chì và dệt may. Đánh bắt cá, săn bắn, chăn nuôi lông thú, chăn nuôi cừu và gia súc, khai thác, chăn nuôi, kỹ thuật và chế biến thực phẩm cũng là những ngành kinh tế quan trọng.

## Giáo dục
Các tổ chức giáo dục, đại học của nước Cộng hòa bao gồm Đại học Liên bang Buryat, Học viện Nông nghiệp Buryat, Học viện Văn hóa và Nghệ thuật Đông Siberia, và Đại học Công nghệ và Quản lý Nhà nước Đông Siberia.

## Tôn giáo
Theo truyền thống, người Buryat tuân thủ các hệ thống niềm tin dựa trên sự thần thánh hóa tự nhiên, niềm tin vào các linh hồn và khả năng ảnh hưởng ma thuật của chúng đối với môi trường xung quanh. Họ được lãnh đạo bởi các pháp sư, những người hệ thống hóa tín ngưỡng và giáo phái của bộ lạc. Từ nửa sau của thế kỷ 17, tín ngưỡng và giáo phái dưới hình thức pháp sư đã bị Phật giáo thay thế, trở nên phổ biến ở dân tộc Buryatia. Vào cuối thế kỷ 19, phần lớn người Buryat là một phần của truyền thống Phật giáo. Một sự tổng hợp của Phật giáo và tín ngưỡng truyền thống hình thành nên một hệ thống các truyền thống sinh thái đã tạo thành một thuộc tính chính của văn hóa Buryat.
Tôn giáo tại Buryatia

## Du lịch
Hồ Baikal là một địa điểm du lịch nổi tiếng, đặc biệt vào mùa hè.

## Liên kết
- (tiếng Anh) Official website of the Buryat Republic Lưu trữ ngày 4 tháng 12 năm 2004 tại Wayback Machine.
- (tiếng Nga) Official website of the Buryat Republic Lưu trữ ngày 16 tháng 2 năm 2004 tại Wayback Machine.
- (tiếng Nga) Buryatia.info - Social web 2.0 site about life in Buryat Republic Lưu trữ ngày 22 tháng 11 năm 2012 tại Wayback Machine.
- Official website of the Buryat Republic Lưu trữ ngày 4 tháng 8 năm 2004 tại Wayback Machine (in Buryat).